# Motocyklowe Grand Prix Pacyfiku 2003
Motocyklowe Grand Prix Pacyfiku 2003 – trzynasta eliminacja Motocyklowych Mistrzostw Świata, rozegrana 3 - 5 października 2003 na torze Twin Ring Motegi w Motegi. Był to ostatni wyścig o Grand Prix Pacyfiku, ponieważ FIM uważając że tor Suzuka jest niebezpieczny dla motocyklistów na którym był śmiertelny wypadek Daijirō Katō podczas Grand Prix Japonii przeniosła Grand Prix Japonii na tor Twin Ring Motegi, który gościł w 1999 roku Grand Prix Japonii.

## Opis weekendu Grand Prix

### Wyniki MotoGP[2]
| Legenda oznaczeń w tabelach wyników Wyświetl szablon na nowej stronie | Legenda oznaczeń w tabelach wyników Wyświetl szablon na nowej stronie                                                                     |
| Oznaczenie                                                            | Wyjaśnienie |
| --------------------------------------------------------------------- | --- |
| Złoty                                                                 | Zwycięzca lub mistrzostwo |
| Srebrny                                                               | 2. miejsce lub wicemistrzostwo |
| Brązowy                                                               | 3. miejsce lub II wicemistrzostwo |
| Zielony                                                               | Ukończył, punktował (w klasyfikacji generalnej, gdy zdobył co najmniej jeden punkt na przestrzeni sezonu, poza trzema powyższymi opcjami) |
| Niebieski                                                             | Ukończył, nie punktował (w klasyfikacji generalnej, gdy nie zdobył co najmniej jednego punktu na przestrzeni sezonu)                      |
| Czerwony                                                              | Nie zakwalifikował się (NZ) |
| Czerwony                                                              | Nie prekwalifikował się (NPK) |
| Różowy                                                                | Nie ukończył (NU) |
| Różowy                                                                | Niesklasyfikowany (NS) (w klasyfikacji generalnej, gdy nie został sklasyfikowany w żadnym wyścigu sezonu)                                 |
| Czarny                                                                | Zdyskwalifikowany (DK) |
| Czarny                                                                | Wykluczony (WYK/EX) |
| Biały                                                                 | Nie wystartował (NW) |
| Biały                                                                 | Kontuzjowany (K/INJ) |
| Biały                                                                 | Wyścig odwołany (OD/C) |
| Bez koloru                                                            | Został wycofany (WYC/WD) |
| Bez koloru                                                            | Nie przybył (NP/DNA) |
| Bez koloru                                                            | Nie brał udziału w treningach (NT/DNP) |
| Bez koloru                                                            | Nie został zgłoszony (–) |
| Pogrubienie                                                           | Start z pole position |
| Kursywa                                                               | Najszybsze okrążenie wyścigu |
| †                                                                     | Nie ukończył, ale jego rezultat został zaliczony ze względu na przejechanie więcej niż 90% dystansu wyścigu.                              |
| *                                                                     | Sezon w trakcie |
| 1/2/3                                                                 | Punktowana pozycja w sprincie kwalifikacyjnym                                                                                             |
| Lista systemów punktacji Formuły 1                                    | |

#### Wyścig[3]
| Pozycja | Nr | Motocyklista      | Motocykl   | Okr. | Czas / Strata | Start | Punkty |
| ------- | -- | ----------------- | ---------- | ---- | ------------- | ----- | ------ |
| 1       | 3  | Max Biaggi        | Honda      | 24   | 43:57,590     | 1     | 25     |
| 2       | 46 | Valentino Rossi   | Honda      | 24   | +3,754        | 3     | 20     |
| 3       | 69 | Nicky Hayden      | Honda      | 24   | +5,641        | 5     | 16     |
| 4       | 15 | Sete Gibernau     | Honda      | 24   | +19,456       | 4     | 13     |
| 5       | 33 | Marco Melandri    | Yamaha     | 24   | +19,909       | 9     | 11     |
| 6       | 4  | Alex Barros       | Yamaha     | 24   | +20,938       | 8     | 10     |
| 7       | 11 | Tohru Ukawa       | Honda      | 24   | +22,307       | 11    | 9      |
| 8       | 65 | Loris Capirossi   | Ducati     | 24   | +27,887       | 6     | 8      |
| 9       | 56 | Shinya Nakano     | Yamaha     | 24   | +41,731       | 12    | 7      |
| 10      | 43 | Akira Ryo         | Suzuki     | 24   | +50,106       | 14    | 6      |
| 11      | 23 | Ryuichi Kiyonari  | Honda      | 24   | +53,214       | 20    | 5      |
| 12      | 41 | Noriyuki Haga     | Aprilia    | 24   | +53,589       | 25    | 4      |
| 13      | 19 | Olivier Jacque    | Yamaha     | 24   | +1:05,620     | 15    | 3      |
| 14      | 9  | Nobuatsu Aoki     | Proton     | 24   | +1:07,535     | 18    | 2      |
| 15      | 10 | Kenny Roberts Jr. | Suzuki     | 24   | +1:09,055     | 19    | 1      |
| 16      | 88 | Andrew Pitt       | Kawasaki   | 24   | +1:11,533     | 22    |        |
| 17      | 45 | Colin Edwards     | Aprilia    | 24   | +1:27,583     | 13    |        |
| 18      | 25 | Tamaki Serizawa   | Proton     | 24   | +1:33,001     | 23    |        |
| 19      | 52 | David de Gea      | Sabre V4   | 23   | +1 okr.       | 24    |        |
| NS      | 8  | Garry McCoy       | Kawasaki   | 10   | wycofał się   | 21    |        |
| NS      | 99 | Jeremy McWilliams | Proton     | 2    | wycofał się   | 17    |        |
| NS      | 7  | Carlos Checa      | Yamaha     | 1    | wycofał się   | 7     |        |
| NS      | 21 | John Hopkins      | Suzuki     | 0    | wycofał się   | 16    |        |
| NS      | 35 | Chris Burns       | Roc Yamaha | 0    | wycofał się   | 26    |        |
| NS      | 12 | Troy Bayliss      | Ducati     | 0    | wycofał się   | 10    |        |
| NS      | 6  | Makoto Tamada     | Honda      | 0    | wycofał się   | 2     |        |

#### Najszybsze okrążenie[4]
| Nr | Motocyklista    | Konstruktor | Czas     |
| -- | --------------- | ----------- | -------- |
| 46 | Valentino Rossi | Honda       | 1:48,885 |

### Wyniki 250 cm³[5]

#### Wyścig[6]
| Pozycja | Nr | Motocyklista     | Motocykl | Okr. | Czas / Strata | Start | Punkty |
| ------- | -- | ---------------- | -------- | ---- | ------------- | ----- | ------ |
| 1       | 24 | Toni Elías       | Aprilia  | 23   | 43:57.125     | 1     | 25     |
| 2       | 3  | Roberto Rolfo    | Honda    | 23   | +1.483        | 11    | 20     |
| 3       | 54 | Manuel Poggiali  | Aprilia  | 23   | +2.159        | 7     | 16     |
| 4       | 55 | Yuki Takahashi   | Honda    | 23   | +6.018        | 10    | 13     |
| 5       | 92 | Hiroshi Aoyama   | Honda    | 23   | +6.163        | 6     | 11     |
| 6       | 7  | Randy de Puniet  | Aprilia  | 23   | +20.407       | 3     | 10     |
| 7       | 8  | Naoki Matsudo    | Yamaha   | 23   | +25.938       | 8     | 9      |
| 8       | 10 | Fonsi Nieto      | Aprilia  | 23   | +28.417       | 15    | 8      |
| 9       | 6  | Alex Debón       | Honda    | 23   | +39.804       | 13    | 7      |
| 10      | 70 | Choyun Kameya    | Honda    | 23   | +39.919       | 14    | 6      |
| 11      | 57 | Chaz Davies      | Aprilia  | 23   | +49.703       | 12    | 5      |
| 12      | 15 | Christian Gemmel | Honda    | 23   | +55.921       | 18    | 4      |
| 13      | 26 | Alex Baldolini   | Aprilia  | 23   | +1:01.015     | 22    | 3      |
| 14      | 28 | Dirk Heidolf     | Aprilia  | 23   | +1:03.387     | 24    | 2      |
| 15      | 69 | Masaki Tokudome  | Yamaha   | 23   | +1:03.530     | 20    | 1      |
| 16      | 9  | Hugo Marchand    | Aprilia  | 23   | +1:04.299     | 19    |        |
| 17      | 36 | Erwan Nigon      | Aprilia  | 23   | +1:04.621     | 16    |        |
| 18      | 96 | Jakub Smrž       | Honda    | 23   | +1:21.680     | 26    |        |
| 19      | 11 | Joan Olivé       | Aprilia  | 23   | +1:44.192     | 28    |        |
| 20      | 18 | Henk vd Lagemaat | Honda    | 22   | +1 okr.       | 30    |        |
| NS      | 5  | Sebastián Porto  | Honda    | 18   | wycofał się   | 4     |        |
| NS      | 67 | Tomoyoshi Koyama | Yamaha   | 11   | wycofał się   | 9     |        |
| NS      | 13 | Jaroslav Huleš   | Yamaha   | 9    | wycofał się   | 29    |        |
| NS      | 50 | Sylvain Guintoli | Aprilia  | 9    | wycofał się   | 5     |        |
| NS      | 14 | Anthony West     | Aprilia  | 8    | wycofał się   | 23    |        |
| NS      | 34 | Eric Bataille    | Honda    | 6    | wycofał się   | 21    |        |
| NS      | 33 | Héctor Faubel    | Aprilia  | 5    | wycofał się   | 17    |        |
| NS      | 16 | Johann Stigefelt | Aprilia  | 3    | wycofał się   | 27    |        |
| NS      | 21 | Franco Battaini  | Aprilia  | 2    | wycofał się   | 2     |        |
| NS      | 52 | Lukáš Pešek      | Yamaha   | 1    | wycofał się   | 25    |        |

#### Najszybsze okrążenie[7]
| Nr | Motocyklista | Konstruktor | Czas     |
| -- | ------------ | ----------- | -------- |
| 24 | Toni Elías   | Aprilia     | 1:53,612 |

### Wyniki 125 cm³[8]

#### Wyścig[9]
| Pozycja | Nr | Motocyklista | Motocykl | Okr. | Czas / Strata | Start | Punkty |
| ------- | -- | ------------ | -------- | ---- | ------------- | ----- | ------ |

#### Najszybsze okrążenie[10]
| Nr | Motocyklista  | Konstruktor | Czas     |
| -- | ------------- | ----------- | -------- |
| 48 | Jorge Lorenzo | Derbi       | 1:58,545 |